# × Calassodia tutelata
× Calassodia tutelata – gatunek roślin z monotypowego rodzaju × Calassodia z rodziny storczykowatych (Orchidaceae). Hybryda jest endemitem Australii występujący jedynie w stanie Wiktoria. Formuła hybrydowa to Caladenia deformis R.Br. (1810) × Glossodia major R.Br.

## Systematyka
Gatunek sklasyfikowany do podplemienia Caladeniinae w plemieniu Diurideae, podrodzina storczykowe (Orchidoideae), rodzina storczykowate (Orchidaceae), rząd szparagowce (Asparagales) w obrębie roślin jednoliściennych.